# Protrettico
Protrettico (dal greco Protreptikòs, "esortazione") è un antico genere letterario, utilizzato solitamente per invitare all'esercizio della vita filosofica. È noto che Aristotele ne scrisse uno, a noi non giunto, che ad esso si ispirò l'omonimo scritto di Clemente Alessandrino e che opere così intitolate furono composte, ad esempio, da Ennio, da Epicuro, da Plutarco, Epicuro, negli stoici  (Cleante, Crisippo, Posidonio), da Seneca e da Cicerone, mentre Galeno scrisse un protrettico alla medicina.

## IlProtrepticodi Aristotele
Il Protreptico o Esortazione alla filosofia, opera che non è giunta a noi ma che conosciamo dalle numerose citazioni contenute nell'opera di eguale titolo di Giamblico, dedicato a Temisone, re di una città di Cipro, dovette essere scritto da Aristotele intorno al 350 a.C.. Si trattava, appunto, di un'esortazione alla filosofia, essendo questa il più grande dei beni, dal momento che ha per scopo se stessa, mentre le altre scienze hanno per fine qualcosa di diverso da sé.
La filosofia è sia buona che utile, ma la bontà va privilegiata rispetto all'utilità: «alcune cose, senza le quali è impossibile vivere, le amiamo in vista di qualcosa di diverso da esse: e queste bisogna chiamarle necessarie e cause concomitanti; altre invece le amiamo per se stesse, anche se non ne consegua nulla di diverso, e queste dobbiamo chiamarle propriamente beni [...] Sarebbe quindi del tutto ridicolo cercare di ogni cosa un'utilità diversa dalla cosa stessa, e domandare: "Che cosa ci è giovevole? Che cosa ci è utile?". Colui che ponesse queste domande non assomiglierebbe in nulla a uno che conosce ciò che è bello e buono né a uno che sappia riconoscere che cosa è causa e che cosa è concomitante». È una polemica, questa, contro le posizioni di Isocrate che, nel suo Antidosis, scritto contro l'Aristotele del Grillo, attaccava una conoscenza che fosse priva di utilità pratica.
Del resto, che fare filosofia sia per Aristotele comunque necessario lo dimostra il fatto che «chi pensa sia necessario filosofare, deve filosofare e chi pensa che non si debba filosofare, deve filosofare per dimostrare che non si deve filosofare; dunque si deve filosofare in ogni caso o andarsene di qui, dando l'addio alla vita, poiché tutte le altre cose sembrano essere solo chiacchiere e vaniloquio».

## Il Protrettico di Clemente Alessandrino
È nota l'opera omonima di Clemente Alessandrino, esortazione alla conversione al Cristianesimo e conseguente demolizione del paganesimo, rivolta ai propri concittadini alessandrini e databile tra il 180 e il 200 d.C. Se originale ed intenzionale, il titolo indicherebbe da parte dell'autore una specifica concezione del cristianesimo come "vera filosofia" di vita. Ed in effetti l'opera contiene un attacco alla religione greca: ai misteri, ai riti, ai sacrifici ed al culto delle immagini. Inoltre Clemente analizza il rapporto tra filosofi e poeti greci e la religione cristiana, a volte criticando i loro scritti e talora rivelando in alcuni di essi barlumi di verità ed anticipazioni della dottrina del vero Dio. Lo scritto si conclude esaltando il Logos e invitando i pagani a seguirne il messaggio.
Come Giustino, Clemente sostiene che vi fu una rivelazione universale precedente a quella del Logos incarnato. Entrambe le rivelazioni furono opera del Logos e invitano l'uomo greco colto che si conforma al Verbo ad abbracciare la religione cristiana.
Il Protrettico è parte di un programma in tre fasi illustrato nel Pedagogo: dopo un'esortazione ad aderire alla fede cristiana, il Pedagogo fornisce ai battezzati le istruzioni pratiche di vita morale necessarie per la salvezza: come controllare le passioni e attuare le azioni morali. Infine, gli Stromata conducono alla Gnosi che è la conoscenza perfetta di Dio.